# Renê Marques
Renê de Freitas Marques mais conhecido como Renê Marques ou simplesmente Renê (São Paulo, 30 de agosto de 1977) é um ex-futebolista brasileiro que atuava como goleiro. Atualmente, trabalha como Executivo de Futebol do Nação Esportes.

## Carreira

### Jogador
Renê foi revelado pelo Londrina em 2000.
Jogou pelo  CENE em duas oportunidades, sendo a primeira de 2002 até 2004, e a segunda passagem entre 2006 e 2007. Pela equipe campo-grandense, foi capitão e sempre considerado um dos líderes do grupo e sagrou-se campeão sul-mato-grossense em 2004 e 2005.
Se destacou pelo Grêmio Barueri, onde foi colocado como o melhor goleiro da Série B de 2008, sendo peça fundamental do "Abelha" no acesso para a Série A. No total, disputou 53 partidas em 2008 e também conquistou o Título do Interior do Campeonato Paulista.
Em 17 de dezembro de 2009, foi anunciado como novo reforço do Atlético Mineiro. No mesmo dia que foi anunciado o acerto com o Atlético-MG, a Portuguesa de Desportos apresentou à CBF um contrato que teria sido assinado por Renê. Depois da polêmica em torno da situação, o Atlético-MG anunciou a desistência da contratação de Renê. No dia 18 de dezembro, o goleiro disse que assinatura do contrato com a Portuguesa é falsa. No mesmo dia, Renê rescindiu o contrato com a Lusa.
Após toda a confusão com o Atlético e a Portuguesa, Renê assinou contrato com o Mirassol para jogar o Campeonato Paulista de 2010.
Nesse mesmo ano de 2010, em maio, foi defender as cores do Esporte Clube Bahia, onde foi uma peça fundamental do retorno do clube à Série A do Campeonato Brasileiro. Posteriormente, foi pego no exame antidoping, foi suspenso e precisou ficar um ano sem jogar futebol.
Em setembro de 2011, Renê assinou novamente com o Grêmio Barueri e acabou ficando na reserva de Juninho na reta final do Campeonato Brasileiro da Série B. No clube, onde ao todo, fez mais de 100 jogos, se aposentou como goleiro em fevereiro de 2012 e já assumiu como diretor de futebol.

### Fora dos campos
Com a aposentadoria, Renê se formou em marketing esportivo e administração de esportes em São Paulo.
Em 2015, começou sua carreira de treinador no Litoral.
Em janeiro de 2016, assume como técnico do Naviraiense.
Passou ainda por Almirante Barroso, Rio Branco-AC, Marcílio Dias e em 2018 retornou ao Clube Náutico Almirante Barroso.
Em outubro de 2019, assume como gestor de futebol do Juventus de Jaraguá do Sul.
Em janeiro de 2021, assume como coordenador de futebol do Bahia. Após duas temporadas no cargo, deixou o clube em dezembro de 2022.
Em setembro de 2023, assume como Executivo de Futebol do Nação Esportes.

## Títulos
Cene
- Campeonato Sul-Mato-Grossense: 2004 e 2005[4]

Grêmio Barueri
- Campeonato Paulista do Interior: 2008
- Campeonato Catarinense de Futebol 2016 - Série B
- Campeão da Copa do Nordeste 2021 (Coordenador de Futebol do Bahia).